# 商品降臨
商品降臨（しょうひんこうりん）は、テレビ東京ローカル枠で放送されたインフォマーシャルのミニ番組（PR番組）である。
1996年頃から放送開始され、2011年4月20日に終了した。

## 概要
若本規夫による渋みのある早い語り口のナレーションが特徴。スポンサーの「商品」を毎回一つ取り上げ、「商品」の外観・特徴・使用感などを若本が解説（PR）する。放送回によってはタレントが出演するショート・ショート形式のものや、商品のテレビCMが番組のレターボックス（額縁枠）内で放送された後に解説に入るものもある。
オープニングタイトルでは「人類創世の昔から人々の心を動かし、心擽る商品が、世界を救う。」とナレーションされている。「モンスターファーム～円盤石の秘密～」のアバンタイトルにおいては、若本が当番組と似通った口調でナレーションをしている。
2010年4月から本番組の後に「セイウチ・ビジネス・スタジアム」が新設されたため、PR番組は2本存在する形となったが、2011年4月をもって、共に番組終了となった。

## 放送時間
- 水曜 21:54-22:00（2000年まで）
- 水曜 22:48-22:54、22:54-23:00（2001年から2009年3月）
- 月曜 19:54-20:00（2009年4月から9月）
- 月曜 20:54-21:00（2009年10月から2010年9月）
- 水曜 21:54-22:00（2010年10月から2011年4月）
- 水曜 22:47-22:53、23:17-23:23（水曜21時からの特番放送の場合。次枠はセイウチ・ビジネス・スタジアム）

## ナレーター
- 若本規夫（天の声）

顔出し出演で商品を扱いながら解説する回もあった。

## 出演者
レギュラー
- 久米田彩
- 中島徹
- 竹井亮介

過去に出演
- チャン・ツィイー (花王/アジエンス)
- 相武紗季 (NTTコミュニケーションズ)

## スタッフ
- 制作著作:テレビ東京
- 製作:テレビマンユニオン
- 演出:比留間はるみ
- 演出補:大沼奈保子
- プロデューサー:富田朋子
- 撮影:角田真一
- 編集:TDKコア

| テレビ東京 水曜日22:48 - 22:54枠  | テレビ東京 水曜日22:48 - 22:54枠 | テレビ東京 水曜日22:48 - 22:54枠 |
| 前番組                            | 番組名                           | 次番組                           |
| --------------------------------- | -------------------------------- | -------------------------------- |
| 20世紀日本の経済人 ※22:28 - 22:54 | 商品降臨 ※水曜日21:54枠から移動  | あすの天気                       |
| テレビ東京 月曜日19:54 - 20:00枠  |                                  |                                  |
| FILM FACTORY                      | 商品降臨                         | FAIRY TAIL ※19:30 - 20:00        |
| テレビ東京 月曜日20:54 - 21:00枠  |                                  |                                  |
| やりすぎコージーみどころ          | 商品降臨                         | 月曜プレミア! ※20:00 - 21:54     |
| テレビ東京 水曜日21:54 - 22:00枠  |                                  |                                  |
| 水曜シアター9 ※21:00 - 22:54      | 商品降臨                         | デキる人検定                     |

| スタブアイコン | サブスタブ | この項目は、まだ閲覧者の調べものの参照としては役立たない、テレビ番組に関連した書きかけの項目です。この項目を加筆・訂正などしてくださる協力者を求めています（P:テレビ/PJ:放送または配信の番組）。 |